# World of Warcraft: The Burning Crusade
A World of Warcraft: The Burning Crusade (rövidítve: WoW:TBC, TBC, vagy egyszerűen csak BC) a népszerű World of Warcraft első kiegészítője. 2007. január 16-án éjfélkor jelent meg Európában, az Egyesült Államokban és Ausztráliában. Még azon a napon közel 2,7 millió példányt adtak el, ezzel a leggyorsabban fogyó számítógépes játék lett ezeken a területeken. Január 17-én jelent meg Kanadában, Új-Zélandon, Dél-Afrikában és Szingapúrban, itt az első hónapban 3,1 millió példány talált gazdára, plusz 1,5 millió az USA-ban és még 1,2 millió Európában. 2007. február 1-jén jelent meg Dél-Koreában, április 30-án Tajvanon, Hongkongban és Makaón, szeptember 6-án pedig Kínában. 2006. december 8-án a Spike TV Video Game Award-on volt látható a Burning Crusade intrója, mely ezután a World of Warcraft weboldalán is elérhetővé vált.
2007. január 16-án, a megjelenés napján éjfélkor nyitott Kaliforniában Anaheimben a Fry's Electronics, ahol a Blizzard munkatársai osztottak ekkor autogramot.

## Új tartalmak
- 2006. július 21-én jelentették be, hogy a Horda új szövetségessel bővül, a Vértünde fajjal. Egyik választható kasztja a Templomos Lovag (Paladin) ami addig egyetlen Hordás faj számára sem volt választható, azonban a vértündék mágikus lényekként nem választhatják a Harcos (Warrior) kasztot. Ugyanígy az új Szövetség faj, a Draenei is megkapta az addig Szövetséges-oldalon nem létező Sámán kasztot.
- Nagyon sok tartalom elérhetővé vált azon játékosok számára is, akik nem vásárolták meg a kiegészítő lemezt, például az új foglalkozással, az Ékszerkészítés (Jewelcrafting) foglalkozással készített tárgyat, és bármely, Outlanden található tárgyat megvásárolhatnak.
- Az új, legerősebb instance-ok immár maximum 25 fősek, az eddigi legnagyobbak teljesítéséhez 40 játékos kellett.
- Az új instance-ok kétféle nehézségi módban is játszhatók: Normál és Hősi. Ha a játékos eléri a 70-es szintet, és az instance-t felügyelő társaságnál kiharcolja a revered (2.3.0-as javítás óta Honored) tiszteleti szintet (Reputation), és megvásárolja a Heroic kulcsot, akkor akár Heroic módban is végigjátszhatják az adott instance-t. Bár a Heroic mód jóval nagyobb kihívás a csapatnak, de komolyabb a jutalmazása is. A játékosok akár epikus tárgyakat is szerezhetnek (ezek a második legerősebb tárgyak, normál módban nem szerezhetők meg). Ezeken kívül itt találhatók azok a Badge of Justice nevű tárgyak amik a semleges Shattrath Városában válthatók be különféle felszerelésekre.
- A játékosok új, repülő hátasokra is szert tehetnek ha elérik a 70. szintet, és összegyűjtik a Lovaglás képzettség továbbfejlesztésének és persze a jószágnak az árát. A druidák már 68. szinttől lehetőséget kapnak a repülésre egy új állatforma, a madár jóvoltából, így nekik nincs közvetlenül szükségük hátasra. Ha a játékos még tovább fejleszti a Riding képzettséget, elérthetővé válnak még gyorsabb repülő hátasállatok és egy speciális frakció, a felork Dragonmaw (Sárkánybendő) klán elismeréséért is harcba szállhat.

## Új játszható fajok
Mind a Szövetség, mind a Horda kapott egy-egy új játszható fajt, melyekkel már mindkét frakció számára elérhető minden kaszt. Ezek a fajok a Vértündék (Blood Elves) és a Draenei ( szép magyarsággal: "Drenáj"). A vértündékkel a Horda oldalán is megjelentek a templomos lovagok (Paladin), míg a draenei nép magával hozta sámánizmusát a Szövetségbe.
- A Vérelfek a Nemestündék elveszett csoportja, akik szeretnének újra csatlakozni az Outlandon terjeszkedő Kael'Thas Sunstrider herceghez. Újjáépítették az Élőholt Scourge által lerombolt fővárosukat Ezüsthold Várost Quel'Thalas tartományban. Elveszítve a korábbi emberekkel való jó kapcsolatokat, a Horda (Horde) oldalán kívánnak újra magukra találni.
- A Draenei egy ősi nemes nép, az Eredarok leszármazottai, akik a Lángoló Légió (Burning Legion) elől menekültek a békés, sámánisztikus kultúrában élő orkok által lakott bolygóra, melyet ők Draenornak (saját nyelvükön Menedéknek), önmagukat pedig Draeneioknak (Menekülteknek) neveztek el. Utazásaik közben találkoztak a nemes Naarukkal, akik egyfajta kristálydarabokból álló fénylények és Sargeras démonjai ellen harcolnak. Az ő segítségükkel menekültek meg a Lángoló Légió által vérátokkal sújtott orkoktól, akik majdnem teljesen lemészárolták őket. A Tempest Keep körül keringő négy dimenzióhajó egyikét ellopva jutottak át Azeroth világába, ahol egy Kalimdortól északnyugatra eső szigetre, Azuremyst Szigetére értek földet. Itt berendezkedtek és új életet kezdtek a Szövetség (Alliance) oldalán. Fővárosuk a zuhanás közepette a hegy oldalába becsapódott dimenzióhajó, az Exodar.

## Új szakma: Jewelcrafting
A kiegészítőben megjelent egy új elsődleges szakma, a Jewelcrafting avagy az ékszerészet. Ennek a szakmának alapanyagai a bányászat (Mining) során a felszínre hozott fémekből és az azokból kinyerhető vagy tisztán fellelhető ékkövek.
- Gyűrűk, nyakláncok és bizsuk

Az ékszerészet elsődleges szakterülete természetesen a bizsuk, gyűrűk és amulettek készítése. Nem sokban tér el a hagyományos ipari szakmáktól: Kell hozzá különböző ékkő, egy meghatározott típusú fém foglalat és persze egy üllő, ahol egyesítheted az alapanyagokat egy csodás, csillogó ékszeré.
- Ékkőcsiszolás

Az ékszerészet másodlagos szakterülete egy új lehetőséggel párosult, a foglalatos (socketed) tárgyak megjelenésével. A foglalatos tárgyak fő jellemzője, hogy az általa alapból adott tulajdonságbónuszok után vagy azok helyett megjelentek különböző színű és számú apró kis négyzetek. Ezek maguk a foglalatok, ahová a foglalat színéhez megfelelő vagy kevert színű ékövet lehet beletenni. Természetesen nem kötelező pontosan követni az ábrákat, de a tárgy foglalati bónuszát csak a megfelelő kombinációval lehet aktivizálni. A foglalatok nem egyszerű faragatlan drágakövekkel dolgoznak, hanem komolyan megmunkált és fényesre csiszolt példányokra van szükségük. Ezeket az köveket többféleképpen lehet megcsiszolni attól függően, hogy mit akarunk kihozni belőle és ami még ennél is fontosabb, ugyanúgy vannak zöld (uncommon) -kék (rare) vagy lila (epic) minőségű kövek, amelyek a felsorolt módon egyre több tulajdonság- vagy egyéb statisztikai (pl:. gyógyítási érték, kritikus találati esély.:stb) bónuszt adnak. Akár kész- vagy csiszolatlan epikus drágaköveket heroic instancék és nagy raidek főellenségei is szórnak, sőt olyan hatékony ékkövet is csiszolhat belőlük az ékszerész, amelyet csak is maga használhat fel.

## Új zónák
A vértündéknek két új kezdő zónájuk van a Keleti Királyságokban: 
- Eversong Woods – (1-10)
- Ghostlands – (10-20)

A draenei-oknak is két új kezdő zónájuk van Kalimdor-ban:
- Azuremyst Isle – (1-10)
- Bloodmyst Isle – (10-20)

### Új kontinens: Outland
Outland ("Külvilág") az orkok és ogrék szülőföldje. A játékosok a The Blasted Lands déli részén található Sötét Átjárón keresztül juthatnak az új világba. A karakternek legalább 58-as szintűnek kell lenni, hogy átléphessen a Portálon, ennek megfelelően a legalacsonyabb szintű ellenségek is 58-asok.

### Outland zónái
- Hellfire Peninsula (58-63) (A Második Háború kulcsfontosságú helyszíne, és a vérvörös bőrű felorkok területe)
- Zangarmarsh (60-64) (Vizes terület. Találhatóak nagák, medúzák és stb. Ha exalted a reputáció ebben a zónában, akkor megtudod venni a hypogriffet.)
- Terokkar Forest (62-65) (A legnagyobb és az első menedékjogú (Szentély) státusú város, a Shattrath Citynek ad helyett)
- Nagrand (64-67) (A lepusztult Külvilág tájaiból messze kiemelkedik ez a zöldellő pusztaság, amely az eredeti orkok szülőföldje is)
- Blade Edge's Mountain (65-68) (Halálszárny parancsára ideözönlő fekete sárkányok egykori világa, de valójában az ogrék és őseiknek, a gronnok szülőföldje)
- Netherstorm (67-70) (A Külvilágot szétrobbantó Örvénylő Éter ezen a területen fejtette ki a leglátványosabban erejét, mostanra Kael'Thas herceg és vértündéi uralkodnak itt. Ennek a zónának a legkeletibb részén található Tempest Keep, ahol megszerezhető az akkoriban az egyetlen mount, ami 310%-kal tudott haladni a levegőben.)
- Shadowmoon Valley (67-70) (Démonian lüktető zöld lávától borított hamuvidék, melynek egéből meteorok zuhannak alá. Itt található a Black Temple (Fekete Templom) is, melynek tetejét a Külvilág önjelölt ura, Illidan Stormrage trónol)

Outland legfontosabb városa Shattrath City lett. Ez az egykori csodás draenei metropolist az orkok megostromolták, de sikeresen átvészelve tombolásukat évszázadokkal később a Lángoló Légió újabb megerősödése elleni legfőbb bástya lett. Mindkét oldal számára tiltott a nyílt PvP és 4 frakció található itt: Sha'tar (Ők védelmezik a várost és egyben a legfontosabb frakció is), Lower City (Gyakorlatilag nyomornegyed és piactér), Aldor (Fanatikus draeneiek) és Scryes (Kael'Thastól dezertált vértündék). Utóbbi kettő valamelyikéhez csak akkor csatlakozhatsz, ha a városközpontban található A'dal naarunál eldöntöd, kinek az oldalán kívánsz lenni. Bármelyiket is választod hovatartozástól függetlenül, a másik onnantól  véglegesen ellenséges lesz veled szemben és területére tévedve ellátják a bajod. Érdemes jól választani és utánanézni a témában, mert mindkét frakciónál más-más reputációs jutalmat vásárolhatsz meg. Fontos még az is, hogy csak ez a két frakció szolgáltat banki rendszert, így mindenképp választanod kell, ha nem akarsz világok közt utazni azért, hogy kipakold batyuidból az arra érdemes holmikat; továbbá Shattrath városában nincs semmiféle aukciós ház, ez továbbra is a semleges goblin -és fővárosok sajátja maradt, de Outland fővárosának közepén, A Fény Terasza alatt állandó portálok nyíltak, amelyeken keresztül elérhető Azeroth bármelyik fővárosa.

## Új insták
- A készítők átlátható és logikus instance rendszert dolgoztak ki Outlandon, mivel a kiegészítő új világa jóval kisebb, mint Azeroth és nem kell tartani nagy szintkülönbségektől sem. Az új rendszer két csoportra oszlott: 3-4 lehetséges kihívás egy kiindulóhelyről és a hagyományos raid: Az itt felsorolt első 5 instance központosítottak és elágazóak, az azt követőek pedig 10 vagy annál többfős raid instancek:
- Auchindoun – A holtak városa, a Csontok Síkságán (Bone Wastes) található a Terokkar Erdőtől délre. Régen a draeneiek egyik szent temetkezési helye volt, de menekülniük kellett az vérszomjas orkok elől. Mindezek után a Bleeding Hollow Klán erődje lett, majd amikor a Draenor világa óriási robbanások közepette alakult ki ma ismert formájába, az Árnyék Tanács (Shadow Council) pusztította el Auchindount, mikor megidézték Murmurt, aki maga az univerzum első hang esszenciája. Auchindoun 64-70-es szintű játékosoknak készült, négy szárnya van: The Mana-Tombs, Auchenai Crypts, Sethekk Halls és a Shadow Labyrinth. A bent lévők megölésével a Konzorciumnál (The Consortium) és a shattrathi Alsóvárosnál (Lower City) vívhatunk ki tiszteletet.
- Caverns of Time – Avagy Az Idő Barlangjai. Kalimdor déli részén, Tanaris sivatag alatt fekszik. Itt él Nozdormu, az Időtlen, a Bronz Sárkányok Ura és az Idő Őrzője. A barlangrendszer három különböző instance-t jelent, ahol Azeroth történelmében kell fontos eseményekre visszautazni, megakadályozva a "végtelen" sárkányokat (Infinite Dragon), hogy átírják a történelem menetét: Thrall szökése a Durnholde erődből, a Sötét Portál megnyitása Medivh által és a legendás Hyjal hegyi csata. Az Old Hillsbrad (vagy Escape for Durnholde Keep) és a Black Morass ( vagy Opening the Dark Portal) instance-ok teljesítésével az Idő Őrzőinél (Keepers of Time) szerezhetünk reputációt, míg a Hyjal hegyi csatában a Scale of Sands tiszteletét vívhatjuk ki. A belépéshez két kulcsot kell megszerezni: az egyik Lady Vashj, Illidan nagáinak vezetőjének fiolányi vére és a másik: Tempest Keep urának és az outlandi vértündék vezetőjének, Kael'Thas Sunstridernek szintén csak pár cseppnyi vére. A Hyjal hegy alatt lefolyt epikus küzdelem (Battle for The Mount Hyjal) főellensége a Világfát fenyegető Archimonde démonúr (egyes fordításokban: Arkhimón).
- Coilfang Reservoir – Egy hatalmas földalatti pumpaállomás, amit Illidan nagái működtetnek és mellyel vizet szivattyúznak át Zangarmarsh mocsaraiból. Három részre oszlik, amely öt játékosra szabott: Slave Pens, The Underbog és a The Steamvault. Ezeken kívül van egy 25 fős raid instance, a Serpentshrine Cavern, ahol a nagák vezetője, Lady Vashj lakozik. Coilfang szörnyeinek megölésével reputációt gyűjthetünk a Cenarion Expeditionnél.
- Hellfire Citadel – Korábban az első két háború alatt az orkok főhadiszállása és központja volt, mielőtt Illidan átvette volna az uralmat és a maga hasznára nem rendezte át. Most Fel Orkokat tenyészt falain belül. Három 5 fős (Hellfire Ramparts, Blood Furnace, és a Shattered Halls) illetve egy 25 fős (Magtheridon's Lair) instance található benne. A Magtheridon's Lair egy, az Onyxia's Lair-hez hasonló "gyors-instance", ahol pár kisebb ellenfél megölése után rögtön Magtheridonhoz jutunk. Hellfire Citadel ostromlásában való tevékeny részvétet a szövetségesek oldalán a Honor Hold, míg a Hordánál a Thrallmar respektálja.
- Tempest Keep – A Naaruk építették, hogy mind erődként és mind közlekedési célokat kiszolgáljon. Miután ők elhagyták, Kael'Thas Sunstrider költözött be hűséges csatlósaival és vértündéivel. Három 5 fős és egy 25 fős részből áll. A 25 fős a komplexum közepén lévő Szem (The Eye) ahol magával a herceggel harcolhatunk, míg az ötfősek a Szem körül lebegő hajók, a kék The Botanica, a fehér The Mechanar és a piros The Arcatraz. Eredetileg négy hajó lebegett a Szem körül, de negyediket, a The Exodart a Draenei faj felhasználta menekülésük során és a dimenzióhajóval lezuhantak Azerothban, ma ez szolgál fővárosukként. Az ötfős szárnyak a Sha'tar számára jelentősek, így náluk érsz el sikereket, ha itt partizol. Érdekességképp: A Szem (The Eye) erődben táborozó Kael kihívásával egy különleges harc veszi kezdetét. Mikor az utolsó küldötte is elesik, Kael megidéz 7 legendás tárgyat, amik másolatát maguk a játékosok használhatják fel a vele szembeni kihívás alatt. Taktikusan kell felhasználni Kael relikviáinak erejét a győzelem reményében, de sajnos a herceg bukása után maguk a csodás holmik is elvesznek..
- Black Temple – Ez az új raid instance a 2.1.0 javítás után érthető el. Karabor temploma valamikor draenei vallási központ volt, amíg a papjait le nem mészárolták a démonizált orkok. A mészárlás után a Shadow Council foglalta el az épületet és nevezte át Black Temple-re (Fekete Templom). A Második Háború alatt, amikor a Szövetség inváziót indított a Draenor ellen, Ner'zhul menekülése során túl sok portált nyitott meg és a hatalmas mágikus energiák szétszakították a bolygót. Az egyik ilyen átjárón lépett át Magtheridon, aki elfoglalta a Draenor maradványit jelentő Outlandet majd beköltözött a Black Temple-be. Hatalma megdöntetlen maradt egészen Illidan, az Áruló érkezéséig. Magtheridon nem jelentett kihívást Azzinoth Ikerpengéit forgató démonvadásznak, aki azóta is a templomban él, türelmesen várva bárkire aki meg meri kérdőjelezni erejét. Ahhoz hogy a játékosok bejussanak ide, egy epikus küldetéssorozatot kell teljesíteniük, amit a naaruk vezetője, A'dal ad fel. A sötét templom kitakarítását és az áruló fejének tálcán való felkínálását az Ashtongue Deathsworn nevű megtört (broken) draenei frakció veszi a legnagyobb hasznát.
- Karazhan – Egy ősi torony Azeroth déli részén található, a Deadwind Pass régióban. Bár ez az omladozó toronynak csillaga a régmúlt időkbe vész el, mégis leginkább Medivh tornyaként ismert. Medivh halála után a tornyot elhagyták, de máig hatalmas varázserő lengi körbe, amit az örült mágus démoni kísérleteinek és túlvilági bűbájainak utóhatásai okoznak. A torony tetején járkáló Prince Malchezaar jelenti a legfőbb kihívást. Karazhan 10 fős raid instance 70-esek számára, teljesítése a Violet Eye (Ibolyaszem) nevű duskwoodi szervezet tiszteletét jelenti, akik Medivh által hátrahagyott mágikus potenciák és kreatúrák után kémkednek. Ebben a raid instancéban a bossok szórnak Badge of Justiceokat.
- Gruul's Lair – A Groon hadúrnak, Gruul a Sárkányölőnek birodalma és a Blade's Edge Hegység legmélyén található. 25 fős raid instance, két főbb ellenféllel: Maulgar, az ogrék királya és annak Tanácsa valamint maga Gruul.
- Zul'Aman – Egy 10 fős raid instance Azeroth északi részén található Ghostlandon, annak is a délkeleti részén. A 2.3.0-as patch óta játszható. Egy többszárnyú instance, melyet Zul'Gurubhoz hasonlóan tetszőleges sorrendben vívhatunk végig. 6 főellensége van, ezekből 4 különböző troll állatistenségek avatárjai (medve, sas, hiúz és sárkánysólyom). Humanoid ellenségek egy troll boszorkánydoktor Hexxlord Malacrass és a mocsári trollok vezére, Zul'jin. Ebben a raid instancéban a bossok szórnak Badge of Justiceokat.
- Sunwell Plateau – Ez a 25 fős, 70. szintűek számára indult raid intance a 2.4.0-es patch után vált elérthetővé. Azeroth legészakibb csücskében megnyílt ez új régió, az Isle of Quel'Danas. Közvetlenül a vértündék újjáépült fővárosától nem messze található ez a sziget, de a Szövetség is részt vehet az egykori Napkút (Sunwell) újjászületésében. Különös kapcsolatban áll az outlandi Tempest Keep urával, ugyanis Kael'thas visszatért egykori birodalmába, de nem azért, hogy a formális vértünde helytartói helyére emelkedjen az utolsó Napjáró, hanem mert egy hatalmas démonúr, Kil'jaeden megszállta, aki Napkút újdonsült formájával akar Azeroth világába lépni. Továbbá a Warcraft történelemének egy része is szerepet játszott, miszerint egy szende emberlányról,  Anveena-ról kiderítették a kék sárkányok, hogy magában hordozza az elveszett Napkút erejét és a fiatal Kalecgos sárkánymágust bízták meg, hogy figyelje és védelmezze őt. Ezt a sztorit a Napkút-Trilógia által fémjelzett manga képregény viszi végig, de a manga lezárása után a démonúr túszul ejti a lányt és az őt szerető kék sárkánymágust pedig az őrületbe taszítja. A raid 6 főellenséget tartalmazz: Kalecgos, Brutallus, Felmyst, M'uru (A harc folyamán átalakul Entropiussá), Eredar Twins és maga Kil'jaeden). A kemény kihívásokat egy új frakció, a Scryers és Aldor egyesüléséből létrejött Shattered Sun Offensive honorálja meg, de itt található új, az összekuporgott Badge of Justicekat még hatékonyabb epikus felszerelésre váltó kereskedő is. A raid mellett lehetőség van egy normál instancera is, ami a Magisters' Terrace címet viseli. Ennek az instancenak is van heroic módja, amit persze a közeli frakcióval való jó viszony után érthető el és igen kemény de viszonylag jó kis epikus cuccokat ad. A Magisters' Terrace főellensége maga Kael'thas herceg, aki láthatóan megnyomorodott és az új vértündéivel, a fel-vértündékkel hódította meg Quel'Danas szigetét. Érdekességképp: Kil'jaeden egyik legértékesebb lootja egy legendás (legendary) íj, minden 70. szintű Vadász vágyálma, a Thori'dal, The Stars' Fury

## PvP
Új battleground (harcmező) nyílt meg, az Eye of the Storm két szintcsoportnak, 61-69 és 70-es szintű karaktereknek. Bár 70-eseknek készült, a repülő hátasok nem használhatók, és mivel a legalacsonyabb szint a 61, csak a kiegészítővel rendelkezők játszhatnak rajta. A cél benne az, hogy 4 lehetséges támaszpont elfoglalásával minél hamarabb elérd a 2000 pontot hasonlóan mint Arathi Basin esetében, de van egy kis csavar: A harctér közepén egy semleges fehér zászló lobog, amelyet megszerezve és egy saját oldalunkon álló támaszponthoz cipelve jelentős előnyt biztosít a pontokért folytatott harc során. Ez után a zászló egy rövid ideig nem jelenik meg felelhető pontján, de aztán újra bárki megküzdhet birtoklásáért.
Továbbá megjelent az új PvP mód, az arénajátékok (Arena). 68. szinten véletlenszerűen kiválasztanak melléd egy vagy több szövetségest, de 70. szinttől közepesen magas áron saját arénacsapatot is készíthetsz, egyéni címmel, zászlóval és logóval. 2-2, 3-3 és 5-5 csapatelosztás van és ezek a meghatározó szempontok mind a csapatkészítéskor mind az arénába való feliratkozásnál. Minden arénacsapatnak van vezetője, ő dönti el, hogy kit vesz fel és kit távolít el a csapatból, de jogait átruházhatja másra is csapaton belül. Az így készült csapatok rangsorolva lesznek, hogy mindig az aréna ranghoz (Arena Rating vagy Team Rating) méltó ellenséges csapatot sorsolja a játék minden kihívás előtt. Az aréna pontozási rendszer (Arena Rating System) rendkívül fontos, mivel ez növeli mind a győzelem, mind a vereség után kapott/elvesztett arénapontok összegét. Az arénázás nagyon komoly játszma, akár pénz is szerezhetnek a legsikeresebb csapatok arénatornák alkalmával.
Az arénapontok beválthatók epikus (epic) fegyverekre, páncélkészletek darabjaira és egyéb kiegészítőkre (gyűrűk, kaszt-specifikus tárgyak.:stb). Minden tárgy az adott kaszthoz van idomulva de közös jellemzőjük a magas Életerő (Stamina) és Ellenállás (Resilience) bónusz. A Resilience nem a mágikus ellenállás új fajtája, hanem mindenféle DoT (Ideiglenes, de folyamatos sebzés), a mannaelszívás okozta veszteséget, az ellenséges támadó kritikus esélyét és a játékost ért kritikus találatok sebzését csökkenti. Ez a statisztika esély kifejezetten PvP támogató és szinte tökéletes ellentéte az Expertise (Szakértelem) statisztikának, amely az áldozat kitérési (dodge) illetve összecsapási (parry) esélyét csökkenti.
- További fontos tudnivalók az arénázásról:
  - Minden buff, felszerelés által adott erősítő és idézett tárgy az arénában való felkészüléskor lekerül és megsemmisül a játékosoknál, de mindenféle költség (manna, nyersanyag) nélkül újra megidézhetők.
  - A vadász (Hunter) idomított állata az arénában való felkészüléskor eltűnik, de visszahívható. A boszorkánymester (Warlock) petje is eltűnik, de lélekszilánkok (Soul Shard) felhasználása nélkül újra megidézheti hűséges démonát.
  - Sem az arénában való felkészüléskor, sem a harc alatt nem használhatók a  manna- és gyógyitalok, de kötszereket, mannaregeneráló varázslatok és természetesen a gyógyítás képessége igen. Ugyanakkor minden olyan varázslat vagy képesség, amelynek hosszú az újratöltési ideje, azonnal feltöltődik.
  - Ha egy játékos a Félelem (Fear) hatása alatt az aréna falán kívülre kerül és beszorul, automatikusan az aréna középpontjába teleportálja a rendszer.
  - Ha egy játékos harc közben elesik, semmilyen módon nem lehet feltámasztani, csak megfigyelő (observer) státusban maradhat a csata végéig. A viadal után természetesen feltámad ott, ahol megtörtént a játékokra való feliratkozás.
  - Minden arénajáték véletlenszerűen választ arénahelyszínt, de mindegyik ilyen arénában használhatók szárazföldi hátasok.
  - Semmilyen küldetés tárgy (Quest Item) nem használható a csata folyamán.
  - Hetente csak egyszer van mód ringbe szállni (Ezt nevezik Arena Seasonnak), de hétvégén érdemes leginkább arénázni csapatoddal.
  - Gladiator, Vengeance, Merciless, Vengeful és Brutal arénafelszerelési típusok érhetők el  eddig, a leírt sorrend erősségüket jelzi. A Gladiátor felszerelések már nem arénapontba kerülnek, hanem normál honorba, így elérhetők a Battlegrounds PvP-ben is. Az legújabb, 80. szintű setek a Hateful, a Deadly és a Furious.
- Tippek az arénázáshoz:
  - Légy résen! Először a gyógyítókat végez vagy akadályozd meg a hibrid kasztúakat a gyógyításban, így jelentősen csökken az ellenséges csapat esélye, ugyanakkor vigyázz a saját gyógyítótársa(i)dra is.
  - Rendelkezz magas resilience értékkel, mert jelentősen megnöveli túlélési esélyeidet. Gyógyítóként és varázslóként pedig emellett megnövelt mannamennyiség a fontos, nem a varázserő (Spell Power) adta bónuszok.
  - Használd ki maximálisan kasztodat! A mágus birkázása (Polymorph) és a papok/boszorkánymesterek félelemkeltése nagyon hatásosak, de ellenpéldaképp a templomos lovagok mágikus pajzsa jó gyógyítóvá teszi őket és a tankolás sem esélytelen dolog.

Ezeken kívül új kültéri PvP versenyek is indultak, amik zónánként különböznek. Például a Terokkar erdejében  szellemtornyokat (Spirit Tower) kell elfoglalni és az ellenséges játékosoktól távol tartani egy darabig. Ha az idő lejárta után is minden torony a mi oldalunkon áll, a játékos az egész oldalával együtt hasznos bónuszban részesül. Ez a buff egyik előnyös hatása az, hogy Auchindounban speciális Spirit Shardok szerezhetők meg, amiket ritka (rare) tárgyakra és italokra lehet beváltani a közeli támaszpontokon. A legbonyolultabb ilyen kültéri PvP a Halaa-ért folyó harc. Halaa egy ostromlott város Nagrand régióban, amit ha elfoglalunk, lehetőség nyílik bizonyos küldetésekre, tárgyakra és ekkor vásárolhatunk a városban lévő kereskedőktől is.

## Terjesztési problémák
A Blizzard hibát is elkövetett a játék megjelenésekor, például néhány Gyűjtői Kiadáson (Collector's Edition) a lemezeken a fájlok rejtettek voltak, és egész addig nem tudták telepíteni a játékot, amíg át nem állították a Windowsban a rejtett fájlok megjelenítését. Ezen kívül sokaknak postai úton kellett bizonyítani hogy gyűjtői kiadásuk van, hogy megkapják az ezzel járó játékbeli tartalmakat.
Romániába összesen 1600 db érkezett a Burning Crusade-ból a megjelenés napjára, pedig több mint 10 ezer aktív játékos volt ott is.

## Rendszerkövetelmények
A World of Warcraft: The Burning Crusade natívan fut Mac OS X és Windows platformon (ezzel Universal Binary alkalmazásnak minősül). A dobozos verzió lemezei pedig olyan hibrid lemezek, melyeken rajta van mind két rendszerhez a játék, így nincs szükség külön Mac OS X és Windows kiadásra.

### Windows
- OS: Windows 2000 (Service Pack 4); Windows XP (Service Pack 2); Windows Vista
- Processzor: Intel Pentium 3 vagy AMD Athlon 800 MHz minimum
- Memória:
  - 512 MB RAM
  - 1GB RAM javasolt
- Videókártya:
  - Minimum: 32MB 3D grafikus processzor T&L támogatással, például egy NVIDIA GeForce 2 vagy felette.
  - Javasolt: 64MB VRAM 3D grafikus processzor Vertex és Pixel árnyalókkal, például GeForce FX5700 és felette
- Hang: DirectX-kompatibilis hangkártya

### Mac OS X
- OS: Mac OS X 10.3.9 vagy újabb
- Processzor:
  - 933 MHz G4, G5 vagy Intel processzor, 1.8 GHz G5/Intel processzor javasolt
- Memória:
  - 512MB RAM
  - 1GB DDR RAM javasolt
- Video:
  - NVIDIA vagy ATI grafikus processzor 32 MB videómemóriával
  - 64MB VRAM javasolt

### Minden platform
- Internet kapcsolat: aktív, széles sávú kapcsolat, a betárcsázós kapcsolat, bár működik, de nem támogatott.
- Egér: többgombos egér lehetőleg görgővel
- 10 GB szabad lemezterület